# Lizbonski potres (1755)
Lizbonski potres leta 1755, znan tudi kot veliki lizbonski potres, je prizadel Portugalsko, Iberski polotok in severozahodno Afriko zjutraj v soboto, 1. novembra, na praznik Vseh svetih, okoli 09:40 po lokalnem času. V kombinaciji s poznejšimi požari in cunamijem je potres skoraj popolnoma uničil Lizbono in sosednja območja. Seizmologi ocenjujejo, da je imel potres v Lizboni magnitudo 7,7 ali več na lestvici trenutne magnitude, z epicentrom v Atlantskem oceanu približno 200 km zahodno-jugozahodno od rta St. Vincent, rt v regiji Algarve in približno 290 km jugozahodno od Lizbone.
Kronološko je bil to tretji znani potres velikega obsega, ki je prizadel mesto (po tistih iz let 1321 in 1531). Ocenjuje se, da je število žrtev v Lizboni okoli 12.000, kar ga uvršča med največje potrese v zgodovini.
Potres je okrepil politične napetosti na Portugalskem in močno uničil Portugalski imperij. Evropski razsvetljenski filozofi so o dogodku na široko razpravljali in o njem govorili ter je navdihnil velik razvoj teodiceje. Kot prvi potres, ki je bil znanstveno raziskan glede njegovih učinkov na velikem območju, je pripeljal do rojstva sodobne seizmologije in potresnega inženirstva.

## Potres in cunami
Potres je prizadel zjutraj 1. novembra 1755, na dan Vseh svetih. Sodobna poročila navajajo, da je potres trajal od tri in pol do šest minut, v središču mesta pa je povzročil razpoke, široke 5 metrov. Preživeli so zaradi varnosti odhiteli na odprt prostor dokov in opazovali, kako se morje umika, razkrivajoč nižino blata, posejano z izgubljenim tovorom in razbitinami ladij. Približno 40 minut po potresu je pristanišče in središče mesta zajel cunami, ki je drvel navzgor po reki Tajo (portugalsko Tagus »tako hitro, da je več ljudi jahalo na konjih ... zaradi strahu, da bi jih odneslo, bili prisiljeni galopirati čim hitreje do zgornjih površin« Sledila sta mu še dva vala. Sveče, prižgane v domovih in cerkvah po vsem mestu za dan Vseh svetih, so bile prevrnjene, kar je povzročilo požar, ki se je razvil v ognjeno nevihto, ki je v mestu gorela več ur in zadušila ljudi do 30 metrov od ognja.
Lizbona ni bila edino portugalsko mesto, ki ga je prizadela katastrofa. Po vsem jugu države, zlasti v Algarveju, je bilo uničenje divje. Cunami je uničil nekaj obalnih trdnjav v Algarveju, na nižjih ravneh pa je porušil več hiš. Skoraj vsa obalna mesta in vasi Algarve so bila močno poškodovana, razen Fara, ki je bil zaščiten s peščenimi bregovi Ria Formosa. V Lagosu so valovi dosegli vrh mestnega obzidja. Druga mesta v različnih portugalskih regijah, kot so Peniche, Cascais, Setúbal in celo Covilhã (ki je blizu gorovja Serra da Estrela v osrednji notranjosti Portugalske), je vidno prizadel potres, cunami ali oboje. Udarni valovi potresa so uničili del obzidja gradu Covilhã in njegovih velikih stolpov ter poškodovali več drugih stavb v Cova da Beira kot tudi v Salamanci v Španiji. V Setúbalu so bili poškodovani deli utrdbe São Filipe de Setúbal.
Na otoku Madeira so Funchal in številna manjša naselja utrpela veliko škodo. Skoraj vsa pristanišča v azorskem arhipelagu so utrpela večino uničenja zaradi cunamija, pri čemer je morje prodrlo približno 150 metrov v notranjost. Potres je prizadel tudi sedanja in nekdanja portugalska mesta v severni Afriki. Prizadeta so bila mesta, kot sta Ceuta (ki jo je Portugalska prepustila Španiji leta 1668) in Mazagon, kjer je cunami močno prizadel obalne utrdbe obeh mest, v nekaterih primerih pa jih je presegel in poplavil območje pristanišča. V Španiji je cunami zajel andaluzijsko atlantsko obalo in poškodoval mesto Cadiz.
Potresne sunke so čutili po vsej Evropi vse do Finske in v Severni Afriki, po nekaterih virih pa celo na Grenlandiji in Karibih. Cunami, visok kar 20 metrov, je prizadel obalo severne Afrike in prizadel Martinik in Barbados čez Atlantski ocean. Trimetrski cunami je prizadel Cornwall na južni britanski obali. Zadet je bil tudi Galway na zahodni obali Irske, kar je povzročilo delno uničenje dela "španskega loka" mestnega obzidja. V okrožju Clare je otok Aughinish nastal, ko je odplavila nizko ležečo povezavo s celino. V Kinsaleu je v pristanišču zasukalo več plovil in voda je pritekla na trg.
Leta 2015 je bilo ugotovljeno, da so valovi cunamija morda dosegli obalo Brazilije, takratne portugalske kolonije. Pisma, ki so jih poslale brazilske oblasti v času potresa, opisujejo škodo in uničenje, ki so jih povzročili velikanski valovi.
Čeprav so se seizmologi in geologi vedno strinjali, da je bil epicenter v Atlantiku zahodno od Iberskega polotoka, je bila njegova natančna lokacija predmet precejšnje razprave. Zgodnje hipoteze so predlagale greben Gorringe, približno 320 km jugozahodno od Lizbone, dokler simulacije niso pokazale, da je potrebna lokacija bližje obali Portugalske, da bi ustrezala opazovanim učinkom cunamija. Seizmična refleksijska raziskava oceanskega dna vzdolž Azorsko-Gibraltarskega transformacijskega preloma iz leta 1992 je odkrila 50 km narivni prelom jugozahodno od rta St. Vincent, z zdrsom za več kot 1 km. Ta struktura je morda ustvarila primarni tektonski dogodek.

## Žrtve in škoda
Gospodarski zgodovinar Álvaro Pereira je ocenil, da je bilo od takratnega prebivalstva Lizbone približno 200.000 ljudi ubitih 30.000–40.000. Še 10.000 jih je morda umrlo v Maroku. Študija iz leta 2009 o sodobnih poročilih v zvezi z dogodkom 1. novembra je ugotovila, da so nejasna in jih je težko ločiti od poročil o drugi lokalni seriji potresov 18. in 19. novembra. Pereira je skupno število žrtev na Portugalskem, v Španiji in Maroku zaradi potresa ter posledičnih požarov in cunamija ocenil na 40.000 do 50.000 ljudi.
Uničenih je bilo 85 odstotkov lizbonskih stavb, vključno s slavnimi palačami in knjižnicami, pa tudi večina primerov značilne portugalske manuelinske arhitekture iz 16. stoletja. Kasnejši požar je uničil več stavb, ki so utrpele malo škode v potresu. Nova lizbonska operna hiša (Ópera do Tejo), odprta sedem mesecev pred tem, je pogorela do tal. Kraljevo palačo Ribeira, ki je stala tik ob reki Tejo na sodobnem trgu Praça do Comércio, sta uničila potres in cunami. V notranjosti je bila izgubljena kraljeva knjižnica s 70.000 zvezki in na stotine umetnin, vključno s slikami Tiziana, Rubensa in Correggia. Kraljevi arhivi so izginili skupaj s podrobnimi zgodovinskimi zapisi o raziskovanjih Vasca da Game in drugih zgodnjih pomorščakov. Uničena je bila tudi palača Henriqueja de Menesesa, 3. markiza Louriçalskega, v kateri je bilo 18.000 knjig. Potres je poškodoval več večjih cerkva v Lizboni, in sicer Lizbonsko stolnico, stolnico svetega Pavla, Santa Catarino, São Vicente de Fora in cerkev Nossa Senhora da Conceição Velha. Kraljevo bolnišnico vseh svetnikov (tedanjo največjo javno bolnišnico) na trgu Rossio je požrl požar in na stotine bolnikov je zgorelo. Izgubljen je bil tudi grob narodnega heroja Nuna Álvaresa Pereire. Obiskovalci Lizbone se lahko še vedno sprehodijo po ruševinah samostana Carmo, ki so bile ohranjene, da bi Lizbončane spomnile na uničenje. Večina dokumentacije o potresu v Algarveju leta 1722, ki je bila poslana v Lizbono v arhiv, se je izgubila po požaru, ki je sledil potresu leta 1755.

## Prizadevanja za pomoč in obnovo
Kraljeva družina se je iz katastrofe rešila nepoškodovana: portugalski kralj Jožef I. in dvor sta po maši ob sončnem vzhodu zapustila mesto in s tem izpolnila željo ene od kraljevih hčera, da počitnice preživi stran od Lizbone. Po katastrofi je Jožef I. razvil strah pred življenjem znotraj zidov in dvor je bil nastanjen v ogromnem kompleksu šotorov in paviljonov v hribih Ajude, takrat na obrobju Lizbone. Kraljeva klavstrofobija ni nikoli popustila in šele po Jožefovi smrti je njegova hči Marija I. Portugalska začela graditi kraljevo palačo Ajuda, ki še vedno stoji na mestu starega šotorskega taborišča. Tako kot kralj je tudi predsednik vlade Sebastião de Melo (prvi markiz Pombal) preživel potres. Ko so ga vprašali, kaj je treba storiti, je Pombal menda odgovoril, da »pokopajte mrtve in ozdravite žive«, in se lotil organizacije pomoči in rehabilitacije. Gasilci so bili poslani, da pogasijo divjajoče plamene, ekipam delavcev in navadnih državljanov pa je bilo ukazano, naj odstranijo na tisoče trupel, preden se lahko razširi bolezen. V nasprotju z običaji in v nasprotju z željami Cerkve so mnoga trupla naložili na barke in jih pokopali v morju onkraj izliva reke Tajo. Da bi preprečili nered v porušenem mestu, so napotili portugalsko vojsko in na visokih točkah po mestu postavili vislice, da bi odvrnili roparje; več kot trideset ljudi je bilo javno usmrčenih. Vojska je številnim vojaško sposobnim državljanom preprečila beg in jih prisilila v pomoč in obnovo.
Projekt je predlagal gradnjo nove kraljeve palače v Campo de Ourique kot nove kraljeve rezidence leta 1760, vendar je bil pozneje opuščen zaradi pomanjkanja prednosti ali zanimanja za palačo, ki se gradi v soseski Campo de Ourique v Lizboni.
Kralj in predsednik vlade sta takoj začela s prizadevanji za obnovo mesta. 4. decembra 1755, nekaj več kot mesec dni po potresu, je Manuel da Maia, glavni inženir kraljestva, predstavil svoje načrte za ponovno izgradnjo Lizbone. Maia je predstavil štiri možnosti od opustitve Lizbone do izgradnje popolnoma novega mesta. Prvi in najcenejši načrt je bil obnoviti staro mesto z uporabo recikliranih materialov. Drugi in tretji načrt sta predvidevala razširitev nekaterih ulic. Četrta možnost je drzno predlagala uničenje celotne četrti Baixa in »postavitev novih ulic brez omejitev«. To zadnjo možnost sta izbrala kralj in njegov minister.
V manj kot letu dni so mesto očistili ruševin. V želji po novem in popolnoma urejenem mestu je kralj dal zgraditi velike trge, pravokotne, velike avenije in razširjene ulice – nova gesla Lizbone.
Stavbe Pombaline sodijo med prve potresno zaščitene stavbe v Evropi. Majhni leseni modeli so bili izdelani za testiranje, potresi pa so bili simulirani s korakanjem vojakov okoli njih. Novo Spodnje mesto Lizbone, danes znano kot Spodnje mesto Pombaline (Baixa Pombalina), je ena od znamenitosti mesta. Odseki drugih portugalskih mest, kot je Vila Real de Santo António v Algarveju, so bili prav tako obnovljeni po načelih Pombaline.
Casa Pia, portugalska ustanova, ki jo je ustanovila Maria I. (znana kot A Pia, »Marija Pobožna«) in jo leta 1780 organiziral policijski intendant Pina Manique, je bila ustanovljena po družbenem neredu po potresu v Lizboni leta 1755.